# Gerichtsbescheid
Der Gerichtsbescheid ersetzt im Verwaltungsprozess sowie im finanzgerichtlichen und sozialgerichtlichen Verfahren das Urteil (§ 84 VwGO, § 90a FGO, § 105 SGG). Er ergeht anders als das Urteil ohne mündliche Verhandlung.
Er wird nur durch die Berufsrichter ohne Beteiligung ehrenamtlicher Richter  erlassen. Die Prozessbeteiligten müssen vor Ergehen des Gerichtsbescheids angehört werden.
Der Gerichtsbescheid darf nur dann anstelle eines Urteils erlassen werden, wenn die Sache keine besonderen Schwierigkeiten tatsächlicher oder rechtlicher Art aufweist und der Sachverhalt geklärt ist.
Der Gerichtsbescheid hat die Wirkungen eines Urteils (§ 84 Abs. 3 VwGO). Er kann deshalb mit den gleichen Rechtsmitteln wie ein Urteil angegriffen werden. In bestimmten Fällen kann statt des Rechtsmittels die Durchführung der mündlichen Verhandlung beantragt werden. Mit der Einführung der Zulassungsberufung in der VwGO (§ 124 ff.) zum 1. Januar 1997 hat der Gerichtsbescheid im Verwaltungsprozess an praktischer Bedeutung erheblich verloren, weil stets die Möglichkeit der nachträglichen Beantragung der mündlichen Verhandlung gegeben ist, was zur Folge hat, dass der Gerichtsbescheid dann als nicht ergangen gilt (§ 84 Abs. 3 VwGO) und das Verfahren fortzusetzen ist. Auch im finanz- und sozialgerichtlichen Verfahren gibt es diese Möglichkeit.
Im Rechtsmittelverfahren vor dem Oberverwaltungsgericht bzw. Verwaltungsgerichtshof und dem Landessozialgericht darf nicht durch einen Gerichtsbescheid entschieden werden.